# Malveira da Serra
Malveira da Serra é uma localidade portuguesa pertencente à freguesia de Alcabideche, no Município de Cascais, Portugal. A aldeia encontra-se totalmente dentro do perímetro do Parque Natural de Sintra-Cascais. O seu topónimo refere-se ao campo de malvas situado na localidade. Possui como principais pontos de interesse o seu núcleo urbano histórico, uma eira, os vestígios do Aqueduto das Azenhas, diversas fontes e o Corte Geológico da Estrada da Malveira.
Limita a norte com a Portela, a leste com Janes, a sudeste com o Outeiro do Zambujeiro, a sul com Alcorvim, a sudoeste com o Alto do Barril (Abano), e a oeste com o Arneiro.